# ان استیل گلوتامات سنتاز
آنزیم اِن استیل گلوتامات سنتاز (NAGS), آنزیمی است که تولید اِن استیل گلوتامات(NAG) را از گلوتامات و استیل کوآ کاتالیز می‌کند.
شکل کلی. اکنشی که این آنزیم کاتالیز می‌کند، به صورت زیر است:
acetyl-CoA + L-glutamate → CoA + N-acetyl-L-glutamate
این آنزیم عضوی از خانواده آنزیمیِ اِن استیل ترانسفرازها می‌باشد. این خانواده آنزیمی در یوکاریوت‌ها و پروکاریوت‌ها حضور دارند. نقش و ساختار این آنزیم‌ها تفاوت زیادی بین گونه‌های گوناگون دارد. اِن استیل گلوتامات در تولید اورنیتین و آرژینین (دو اسید آمینه مهم) نقش دارد. این ترکیب همچنین می‌تواند به عنوان یک کوفاکتور آلوستریک برای آنزیم کارباموئیل فسفات سنتاز عمل کند. در پستانداران، آنزیم اِن استیل گلوتامات سنتاز به طور عمده در کبد و روده باریک بیان می‌شود و در ماتریکس میتوکندری قرار دارد.